# Маслов, Микула Иванович
Микула Иванович Маслов (начало XVII — конец XVII) — атаман, сын боярский, выборный дворянин, служивый человек, чьей обязанностью было содержание служилых людей для борьбы с крымскими и ногайскими татарами, которые периодически нападали на селения Белгородской земли.
На 1626 год владел селом Устинка (ныне в черте города Шебекино), селом Медвежья Поляна, селом Маслово, четырьмя поселениями под Чураевом и селом Никольским. В 1638 году за освобождение пленных русских селян от крымских татар ему было даровано село Пристань-на-Донце, переименованное затем по фамилии хозяина в Маслову Пристань. Долгое время его потомки — помещики Масловы владели частью села М. Пристань, в котором проживали и однодворцы, впоследствии государственные крестьяне. Сохранилось народное название урочища, что по дороге в Батрацкую Дачу — «Маслов сад». Там же сохранились остатки большого строения, по-видимому, дома с хозяйственными постройками, принадлежавшего Масловым.
О военно-боевом подвиге Микулы Маслова воевода писал Государю: «И 133 года июля в 16-й день в полдни приезжал в Бел город сторож с Изюмского шляху с верх реки Кореня станичной ездок Исачка Уваров, а в расспросе сказал: приехали к ним на сторо́жу оскольские вестовщики Иван Дурнев с товарищи — 4 человека и сказали, что июля в 15-й день были в Оскольском уезде Татаровя и воевали Оскольский уезд на ручье на Орлике в деревне Косиновой, а переехали они татарскую сакму на заре и перешли на речку Корочу в Новую Слободу, и я того же часу послал из Белгорода на Изюмский шлях Микулу Маслова и голову Ивана Кобыльского с белгородскими служилыми людьми, и они на том шляху Татар побили и за рекою за Осколом на Ногайской стороне верх речки Красной побили же и в полон поимали языков, и я послал к тебе, Государю, с сеунчом Маслова и Кобыльского пожаловал твоим Государевым жалованьем как тебе Господь Милосердый известит».
А. А. Танков в «Исторической летописи Курского дворянства» пишет об этом случае: "В 1623 году из Белгорода приезжал к Москве к Государю с сеунчем Белгородец выборный дворянин Микула Маслов, который вместе с детьми боярскими и другими служилыми людьми преследовал Татар и разбил их на речке на Халани. Ему было дано жалованье 5 рублей да сукно доброе. В том же году, 2-го сентября к Государю Михаилу Федоровичу прибыл с сеунчем от воеводы Степана Ушакова из Курска Курченин выборный дворянин Иван Антипович Анненков. В своей отписке воевода сообщил о том, что он посылал за Татарами голов Ивана Анненкова и стрелецкого голову Малюту Дурышкина, и они недалеко от реки Лещины побили Татар и отбили русский полон. Сеунщику Ивану Анненкову было дано жалованья 9 руб. да сукно доброе.
Микула Маслов со семьей имел 436 четвертей полевой земли и 1100 копен сенокосов на территории нынешнего Шебекинского района Белгородской области и 654 десятин полевой земли и 110 десятин сенокосной земли южнее в «донецких юртах». Также им принадлежало несколько озёр.
В 1713 году на купленной у потомка Микулы Маслова Н. Р. Маслова земле подполковник И. Д. Шебеко закладывает слободу Шебекина. Рядом основывает Титовку служилый губернской канцелярии В. В. Титов.
Позже потомки Микулы Маслова играли значительную роль в развитии Белгородских земель. Так, в мае 1768 года депутат от однодворцев Белгородской провинции А. Д. Маслов на заседании «Комиссии об Уложении» выступил в защиту крестьян.
Ныне в посёлке городского типа Маслова Пристань Шебекинского района фамилия Маслов, наряду с Лагутин, Жихарев является одной из распространённых.
По фамилии Микулы Маслова также назван хутор Масловка, ныне часть села Старица Волчанского района Харьковской области.